# جيرمين بيرثي
جيرمين بيرثي (بالفرنسية: Germain Berthé)‏ (مواليد 24 أكتوبر 1993) هو لاعب كرة قدم مالي يلعب حاليًا لصالح نادي أونز كرياتير دي نياريلا.

## روابط خارجية
- جيرمين بيرثي على موقع قاعدة بيانات كرة القدم.إي يو (الإنجليزية)
- جيرمين بيرثي على موقع ناشيونال فوتبول تيمز (الإنجليزية)
- جيرمين بيرثي على موقع Soccerway.com (الإنجليزية)

.